# Diogo Fernandes Formoso
Diogo Fernandes Formoso (assinava em latim: Jacobus Fernandus Formosus, o que gera alguma confusão com o seu nome) (c. 1510-?) foi um compositor português de cantochão do período do Renascimento.

## Biografia
Foi mestre na Sé de Lisboa e cantochanista e capelão da Capela Real de D. João III e, possivelmente do seu sucessor, D. Sebastião. Seguindo instruções do rei para unificar o rito antigo do canto da Paixão da sua capela, publicou um dos primeiros livros musicais impressos em Portugal o Passionarium secundum ritum capelle regis Lustaniae em 1543.  Juntamente com as obras de cantochão dos contemporâneos Manuel Cardoso e Estêvão da Ordem de Cristo constitui uma das mais importantes fontes do tom português do canto da Paixão antes da importação da tradição romana por D. João V.

## Publicações
- 1543 — Passionarium secundum ritum capelle regis Lustaniae (Lisboa: Luís Rodrigues).